# St. Christophorus (Friedrichshofen)
St. Christophorus ist eine katholische Pfarrkirche im Ingolstädter Stadtteil Friedrichshofen. Sie wurde zwischen 1969 und 1970 nach Plänen des Münchner Architekten Erhard Fischer errichtet. Die dazugehörige Pfarrei gehört zum Dekanat Ingolstadt im Bistum Eichstätt.

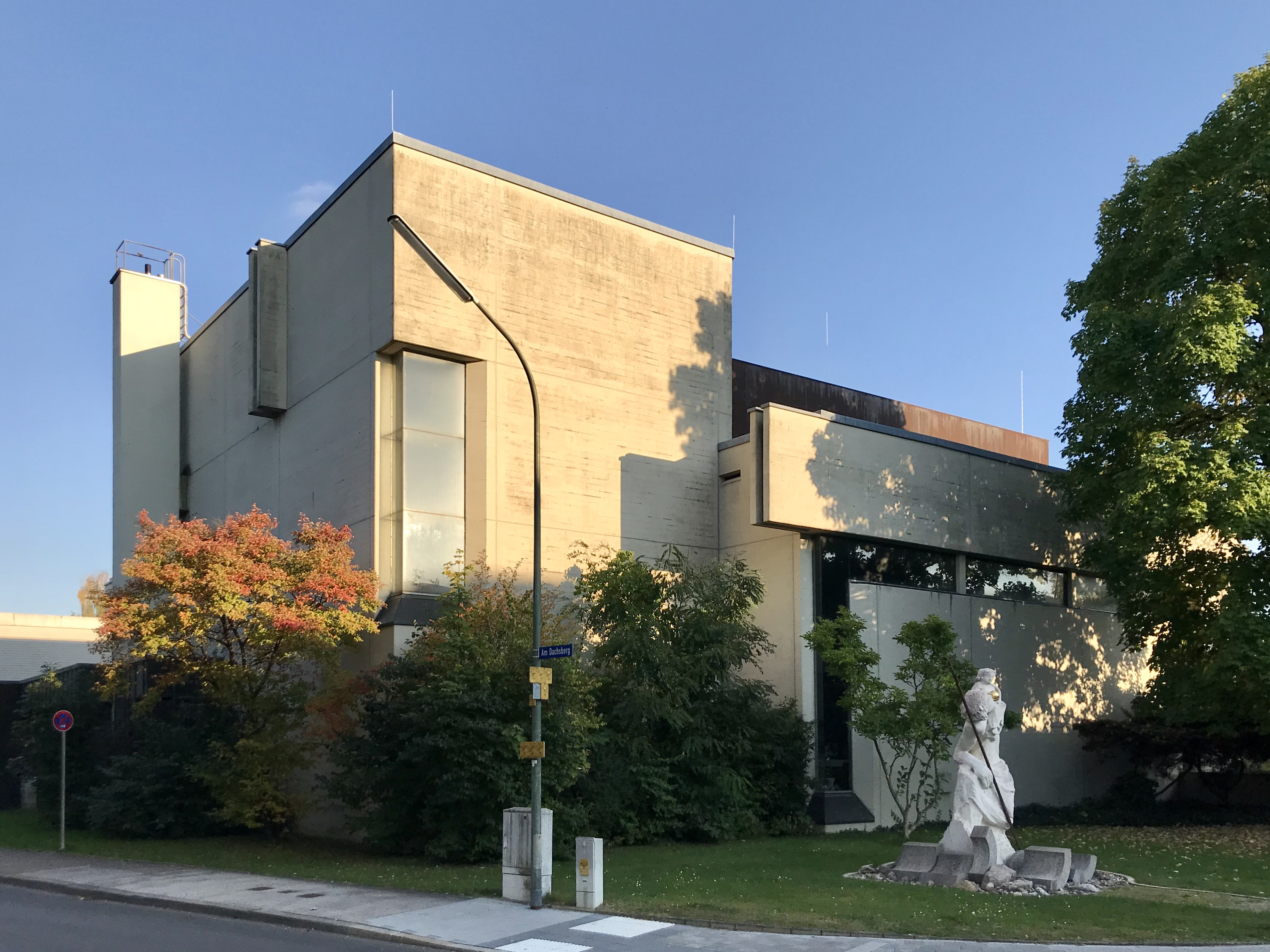
Südansicht

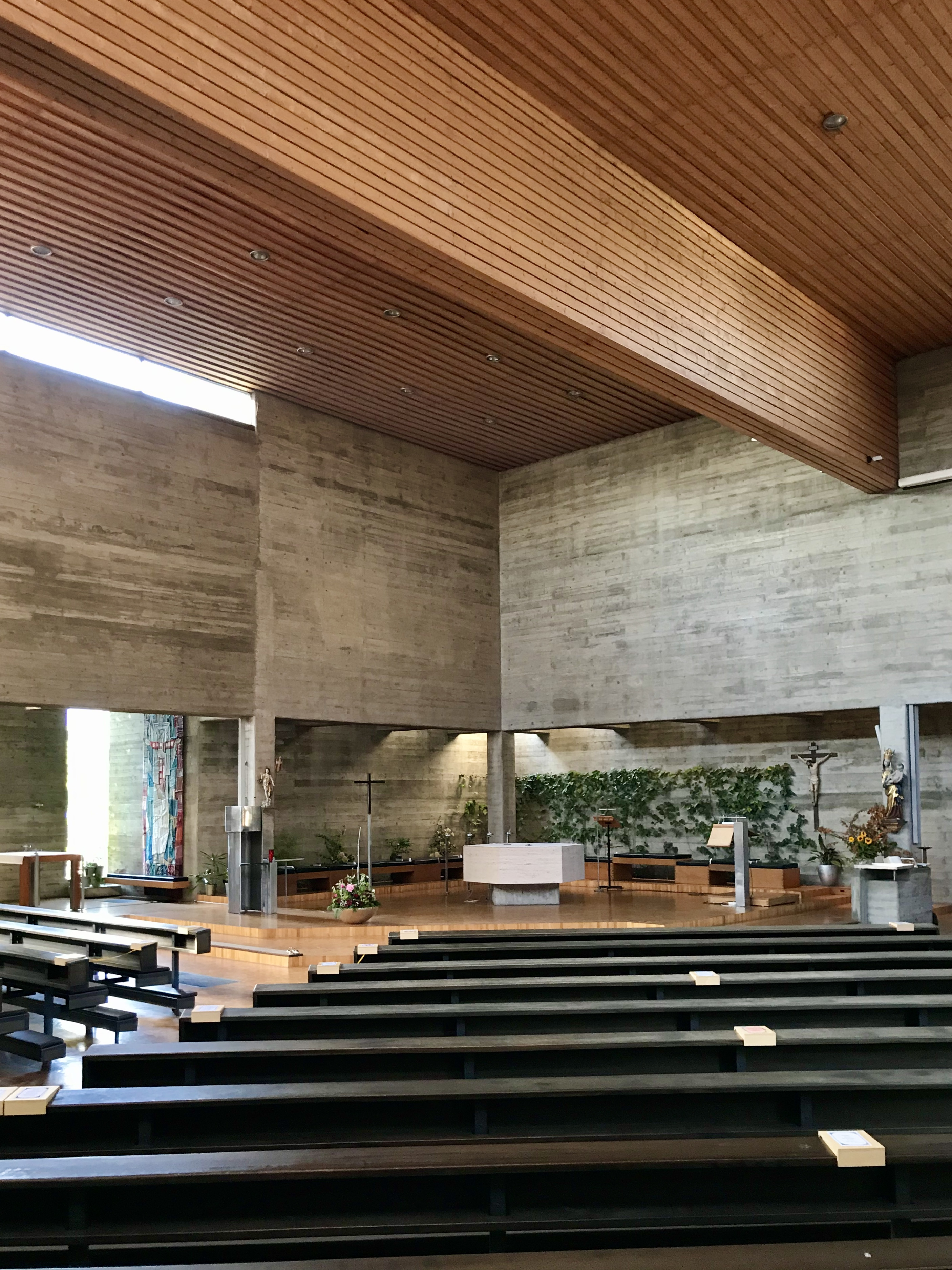
Innenraum

## Geschichte
Zwischen 1828 und 1843 wurde in Ingolstadt eine Landesfestung gebaut. Hierfür kamen auch Arbeiter aus der Rheinpfalz, Württemberg, Franken und dem Maingebiet an den Ort. Meist waren es evangelische Christen. Für diese Arbeiter ließ der Requimentsquartiermeister Friedrich Schultheiß eine Kolonie an der Landstraße von Ingolstadt gegen die Gabel errichten. 1835 wurde das Gebiet nach dem Gründer als Friedrichshofen benannt. Das Gebiet gehörte zum Markt Gaimersheim. Am 24. Mai 1847 wurde Friedrichshofen zur eigenen politischen Gemeinde erhoben. 1860 wurde eine eigene Volksschule errichtet, die ausschließlich von evangelischen Schülern besucht wurde.
Als nach dem Zweiten Weltkrieg stieg die Zahl der Katholiken auf 180. Ab 1947 wurde alle zwei Wochen ein Gottesdienst in einem Schulzimmer gefeiert. Am 20. April 1947 erwarb die Kirchenverwaltung Gaimersheim eine alte Wehrmachtsbaracke als Notkirche. Im Herbst wurde diese für drei Jahre genehmigt. Insgesamt war sie 21 Jahre in Verwendung. Am 9. April 1949 weihte Domdekan Prälat Ludwig Bruggaier die Notkirche. Ab 1956 durften die Katholiken auf dem Friedrichshofener Gemeindefriedhof bestattet werden. 1961 gab es 750, und 1964 insgesamt 1093 Katholiken.
Am 24. November 1963 wurde ein Kirchenbauverein gegründet. Am 3. März 1965 beschloss Eichstätt einen Kirchenneubau. Am 1. November 1966 wurde aus der Münsterpfarrei, Ingolstadt St. Pius und Gaimersheim die Kuratie S. Christophorus errichtet. Am 21. Februar 1967 wurde Andreas Risch zum Kuraten ernannt. Am 4. Dezember 1967 wurde durch Tausch ein Kirchengrundstück erworben. Im gleichen Jahr wurde der Plan Fischers genehmigt. Nachdem 1968 die Mehrwertsteuer eingeführt worden war, musste der Plan überarbeitet werden und wurde im August 1968 vom Ordinariat genehmigt. Am 14. März 1969 erhielt die Kirche die Baugenehmigung. Am 19. März erfolgte der erste Spatenstich und am 13. Juli 1969 die Grundsteinlegung durch Bernhard Mader. Am 31. Mai 1970 weihte Alois Brems die Kirche und erhob sie zur Pfarrei.
Das fertiggestellte Bauwerk wurde 1971 von der Architekturfotografin Sigrid Neubert dokumentiert. Der Sichtbetonbau im Stile des Brutalismus, besteht aus Volumen in unterschiedlichen Größen, mal mit abgerundeten, mal mit spitz zulaufenden Formen. Hier sind der Kirchensaal, das Gemeindehaus und die Gemeinderäume untergebracht. Das Hauptheiligtum, von massiven Sichtbetonwänden umgeben, wird von einem räumlichen Fachwerk überspannt, das auf vier Stahlsäulen ruht. Durch einen schmalen Spalt zwischen Wand und Dach fällt das Licht ins Innere und verleiht dem Raum eine besondere Atmosphäre.
1975 und 1976 wurde ein eigener Kindergarten gebaut, 1978 eine Pfarrzentrum und 1979/1980 ein Seniorenheim. Diese Bauten wurden ebenfalls vom Münchner Erhard Fischer entworfen. 1984 wurde das Harmonium durch eine Orgel ersetzt. 1992 wurde die bisherige Leihglocke von St. Joseph durch fünf Glocken der Firma Glockengießerei Bachert ersetzt.

## Orgel
Die Orgel wurde 1984 von der Firma Mathis Orgelbau errichtet. Sie hat eine mechanische Traktur, zwei Manuale und Pedal.
| I Hauptwerk C–g3 |            |       |
| 1.               | Bordun     | 16′   |
| 2.               | Principal  | 8′    |
| 3.               | Gedackt    | 8′    |
| 4.               | Salicional | 8′    |
| 5.               | Octave     | 4′    |
| 6.               | Blockflöte | 4′    |
| 7.               | Quinte     | 2 ⁄3′ |
| 8.               | Hohlflöte  | 2′    |
| 9.               | Mixtur IV  | 2′    |
| 10.              | Trompete   | 8′    |

| II Positiv C–g3 |                |       |
| 11.             | Rohrflöte      | 8′    |
| 12.             | Trichterflöte  | 4′    |
| 13.             | Principal      | 2′    |
| 14.             | Sesquialter II | 2 ⁄3′ |
| 15.             | Sifflöte       | 1 ⁄3′ |
| 16.             | Cymbel III     | 1⁄2′  |
| 17.             | Vox humana     | 8′    |
|                 | Tremulant      |       |

| Pedal C–f1 |             |       |
| 18.        | Subbass     | 16′   |
| 19.        | Octavbass   | 8′    |
| 20.        | Gedacktbass | 8′    |
| 21.        | Choralflöte | 4′    |
| 22.        | Mixtur IV   | 2 ⁄3′ |
| 23.        | Fagott      | 16′   |

- Koppeln: II/I, I/P, II/P
- Spielhilfen: Tritte für Pleno, Trompete 8′ und Fagott 16′